# Matthias Friedemann
Matthias Friedemann (* 17. August 1984 in Rochlitz) ist ein ehemaliger deutscher Radsportler. 
2007 belegte Matthias Friedemann bei der 72. Auflage des Grote Prijs Stad Zottegem Rang zwei. Im Jahr darauf gewann er eine Etappe der Vuelta a Cuba und 2009 eine Etappe beim Course de la Solidarité Olympique. Beim tschechischen Rennen Vysočina entschied er 2009 vier Etappen für sich und belegte in der Gesamtwertung den zweiten Platz.

## Erfolge
2008
- eine Etappe Vuelta a Cuba

2009
- eine Etappe Course de la Solidarité Olympique

## Teams
- 2005 Team Lamonta
- 2006 Team Lamonta
- 2007 Team 3C-Gruppe-Lamonta
- 2008 Team 3C
- 2011 Champion System
- 2012 Champion System
- 2013 Champion System